# Окони (округ, Джорджия)
Око́ни (англ. Oconee County) — округ штата Джорджия, США. Население округа на 2000 год составляло 26 225 человек. Административный центр округа — город Уоткинсвилл.

## История
Округ Окони основан в 1875 году.

## География
Округ занимает площадь 481.7 км2.

## Демография
Согласно Бюро переписи населения США, в округе Окони в 2000 году проживало 26 225 человек. Плотность населения составляла 54.4 человек на квадратный километр.